# Smith (band)
Smith was een in 1969 opgerichte Amerikaanse rockband uit Los Angeles.

## Bezetting
- Gayle McCormick (leadzang)
- Rich Cliburn[2] (gitaar, zang)
- Jerry Carter[3] (e-basgitaar, zang)
- Larry Moss[4] (keyboards)
- Robert Evans[5] (drums)
- Alan Parker[6]
- Judd Huss[7]

## Geschiedenis
De band rond zangeres Gayle McCormick werd ontdekt door de Amerikaanse singer-songwriter Del Shannon in een nachtclub in Los Angeles. Hij bezorgde de band een platencontract bij ABC Records. De band coverde overwegend bekende rock- en r&b-songs, zoals onder andere Let's Spend the Night Together, The Last Time en Who Do You Love. Hun coverversie van Baby It's You van Burt Bacharach haalde in 1969 de Amerikaanse Billboard Hot 100-hitlijst (#5). Tussen juli en oktober 1969 werden daarvan meer dan een miljoen exemplaren verkocht. De opname werd door de RIAA onderscheiden met een gouden plaat.
Het album A Group Called Smith plaatste zich elf weken in de Billboard 200 (#7). Het tweede album Minus-Plus was minder succesvol. Bescheiden successen werden de singles What Am I Gonna Do (co-auteur: Carole King) en Take a Look Around. Baby It's You werd in 2007 gebruikt in de film Death Proof van Quentin Tarantino. Na de ontbinding lukte Gayle McCormick in de herfst van 1971 met It's a Cryin' Shame een bescheiden hit (#44).
In de film Easy Rider werd de song The Weight gebruikt, waarmee The Band in 1969 vooreerst slechts matig succesvol was geweest. In 2004 werd de song door het muziekmagazine Rolling Stone op nummer 41 van de 500 beste songs aller tijden geplaatst. Aangezien het origineel om licentieredenen niet voor de lp Easy Rider mocht worden gebruikt, werd de band geïnstrueerd met een overeenkomstige coverversie. The Weight, waarop Gayle McCormick slechts als tweede stem is te horen, is derhalve het meest gespeelde en bekendste nummer van de band.

## Discografie

### Singles
- Baby It's You
- What Am I Gonna Do
- Take a Look Around

### Albums
- A Group Called Smith
- Minus-Plus
- Easy Rider